# Липник над Бечвоу
Липник-над-Бечвоу (чеськ. Lipník nad Bečvou, інша назва міста — Липник) — місто в Чехії, у районі Пшеров Оломоуцького краю.
Розташований на річці Бечва в долині Моравської брами.

## Історія

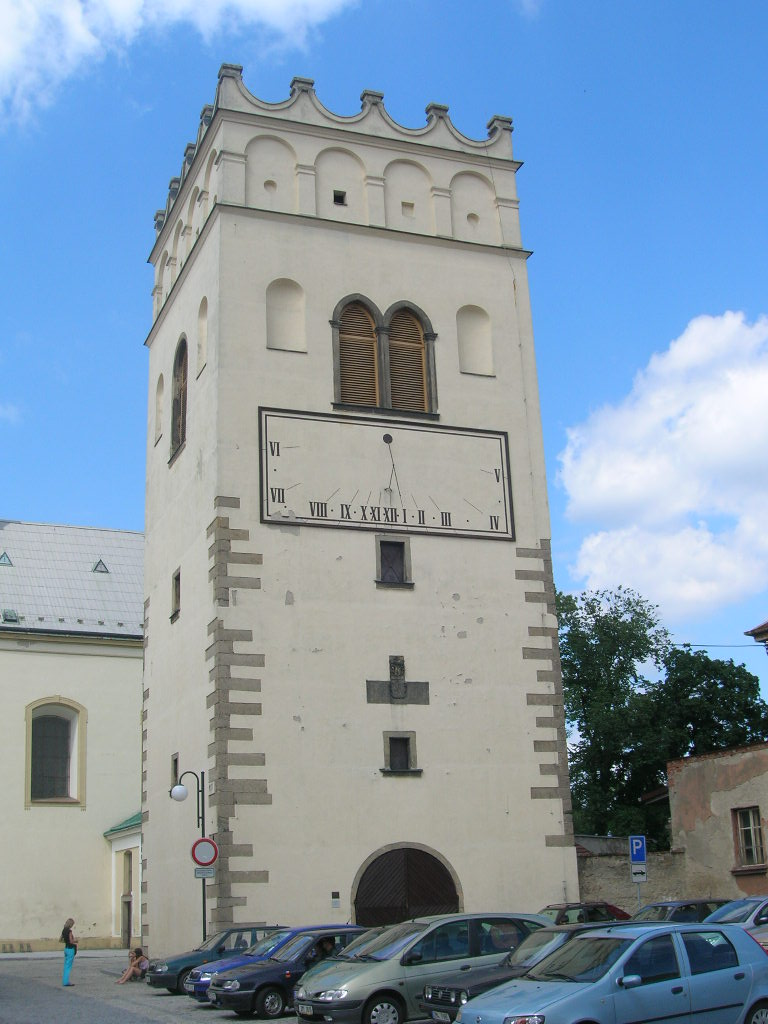
Дзвіниця з годинником (1609 рік)

Центр міста оголошено охоронної заповідною зоною. Тут зосереджено безліч історичних пам'яток, центр оточений середньовічними стінами зі збереженими бастіонами, тут зосереджені міські будинки міщан з арками, два фонтани у стилі бароко, Маріанський пам'ятний стовп, міська ратуша, побудована в стилі пізнього ампіру. Поруч знаходиться замок Helfštýn.